# 34-я танковая дивизия (СССР)
34-я танковая дивизия (в/ч 8379) — воинское соединение СССР в Великой Отечественной войне. В дивизию были сведены почти все имевшиеся в войсках тяжёлые танки Т-35. Хотя дивизия оказалась разгромлена в первые дни войны, она оказалась одним из немногих соединений, сохранивших акты списания боевых и транспортных машин, позволившие детально проследить боевой  путь каждого танка и причины потерь в начале войны.

## История
34-я танковая дивизия была сформирована в составе 8-го механизированного корпуса 26-й армии Киевского Особого военного округа в марте 1941 года, вместо убывшей из состава корпуса 15-й танковой дивизии, которая вошла в состав формируемого 16-го механизированного корпуса Киевского Особого военного округа.
В состав 34-й танковой дивизии вошли 67-й и 68-й танковые полки, 34-й мотострелковый полк, 34-й гаубичный артиллерийский полк, а также ряд вспомогательных подразделений. На вооружение дивизии, помимо танков Т-26 и небольшого количества танков БТ-7, поступило 48 тяжёлых танков Т-35 из состава 12-й танковой дивизии корпуса, которая получила новую материальную часть, средние Т-34/76 и тяжёлые КВ-1 и КВ-2. Командиром 34-й танковой дивизии был назначен полковник И. В. Васильев.
25—26 июня 1941 года 34-я танковая дивизия вошла в состав подвижной группы 8-го механизированного корпуса под командованием заместителя по политической части командира корпуса бригадного комиссара Н. К. Попеля. В течение 26—27 июня дивизия вела наступательные бои, имея против себя 16-ю танковую дивизию 48-го моторизованного корпуса 1-й танковой группы группы армий «Юг». 28 июня в бою погиб командир дивизии полковник Васильев. В конце июня 34-я дивизия, 23-й и 24-й танковые полки 12-й танковой дивизии, 2-й мотоциклетный полк подвижной группы 8-го мехкорпуса были окружены и в течение недели вели оборонительные бои на коммуникациях 1-й танковой группы вермахта, тем самым сорвав её действия в районе Острога. После расформирования мехкорпуса в середине июля дивизии стали отдельными.
Остатки подвижной группы 8-го мехкорпуса вышли из окружения совместно со 124-й стрелковой дивизией 27-го стрелкового корпуса 5-й армии Юго-Западного фронта в конце июля 1941 года в районе Белокоровичей, на позиции 22-го мехкорпуса 5-й армии.
Дивизия расформирована 15 августа 1941 года, на её базе созданы 2-я и 16-я танковые бригады.
На базе 34-й и 48-й танковых дивизий по штатам № 010/75 — 010/83 и 010/87 от 13 сентября 1941 года сформирована 17-я танковая бригада.

## Укомплектованность
К 22 июня 1941 года в дивизии находилось 376 танков:
8 КВ-1 с пушкой Ф-32, 48 Т-35, 25 БТ-7, 10 Т-26 двух башен., 239 Т-26 одно башен., 30 ХТ, 4 Т-37, 28 Т-27.

## Состав
- 67-й танковый полк (в/ч 8556)
- 68-й танковый полк (в/ч 8863)
- 34-й мотострелковый полк (в/ч 8524)
- 34-й гаубичный артиллерийский полк (в/ч 8916)
- 34-й отдельный зенитный артиллерийский дивизион (в/ч 8509)
- 34-й разведывательный батальон (в/ч 8422)
- 34-й понтонно-мостовой батальон (в/ч 8918)
- 34-й отдельный батальон связи (в/ч 8465)
- 34-й медико-санитарный батальон (в/ч 8969)
- 34-й автотранспортный батальон (в/ч 8936)
- 34-й ремонтно-восстановительный батальон (в/ч 8966)
- 34-й рота регулирования (в/ч 8490)
- 34-й полевой хлебозавод
- 733-я полевая почтовая станция
- 580-я полевая касса Госбанка

## Командиры
- Васильев Иван Васильевич, полковник. Заместитель командира 26-й легкотанковой бригады КОВО. Участник советско-финской войны — командир 62-го сводного танкового полка. Командир 26-й легкотанковой бригады с конца 1940 года. Командир 34-й танковой дивизии 8-го механизированного корпуса (11 марта — 1 июля 1941 года). Погиб в окружении под Дубно в конце июня (1 июля ?) 1941 года. Похоронен в селе Верба Дубенского района Ровенской области.
- Курепин Александр Григорьевич (1902), подполковник, начальник штаба.